# Chicoreus capucinus
Chicoreus capucinus, vetenskapligt beskriven först av Lamarck 1822, är en snäckart som ingår i släktet Chicoreus. Den blir omkring 4–12 cm lång och finns i sydöstra Japan, Kina och Vietnam.

## Utseende
Snäckan brukar kallas för kaffe/choklad/cappuccino/kakao murex, för dess bruna färg.